# Savijärvi (sjö i Finland, Mellersta Finland, lat 63,55, long 25,17)
Savijärvi är en sjö i Finland. Den ligger i kommunen Pihtipudas i landskapet Mellersta Finland, i den centrala delen av landet, 400 km norr om huvudstaden Helsingfors. Savijärvi ligger 125 meter över havet. I omgivningarna runt Savijärvi växer i huvudsak blandskog. Den är 0,7 meter djup. Arean är 19,5 hektar och strandlinjen är 2,95 kilometer lång. Sjön  ingår i Kymmene älvs huvudavrinningsområde. 